# Homolobus annulatus
Homolobus annulatus är en stekelart som beskrevs av Van Achterberg 1979. Homolobus annulatus ingår i släktet Homolobus och familjen bracksteklar. Inga underarter finns listade i Catalogue of Life.